# Saint-Georges-de-Lévéjac
Pour les articles homonymes, voir Saint-Georges, Saint Georges (homonymie) et Georges.
Saint-Georges-de-Lévéjac est une ancienne commune française, située dans le département de la Lozère en région Occitanie, devenue le 1er janvier 2017 une commune déléguée de la commune nouvelle du Massegros Causses Gorges. Ses habitants sont appelés les Saint-Georgiens ou les Saint-Georgeois.

## Géographie

### Localisation
Le territoire s'étend à la fois sur le causse de Sauveterre et les gorges du Tarn. Le Point Sublime qui surplombe les Détroits et le Cirque des Baumes est situé dans le sud de la commune.

### Communes limitrophes
| Le Recoux (Massegros Causses Gorges)           | La Tieule                             | La Canourgue |
| Le Massegros (Massegros Causses Gorges)        | Saint-Georges-de-Lévéjac              | La Malène    |
| Saint-Rome-de-Dolan (Massegros Causses Gorges) | Les Vignes (Massegros Causses Gorges) |              |

### Hydrographie
Le Tarn est le principal cours d'eau parcourant le village.

### Hameaux et lieux-dits
Comme dans toute la Lozère, le causse est un pays d'habitat dispersé. Le territoire est ainsi parsemé de petits hameaux :
- la Croze (sur la rive gauche du Tarn, uniquement accessible par bateau)
- les Baumes
- Roudil
- Saint-Georges-de-Lévéjac (chef-lieu de commune)
- Saint-Jory
- le Mas Rouch
- le Mas Buisson
- Serres
- la Calzidouze
- les Cayroux
- le Marcayrès
- les Monziols
- la Baraque de la Lavagne (une partie du lieu-dit seulement, l'autre partie est sur la commune de La Canourgue)
- la Baraque de Trémolet
- les Fonts
- le Bouquet
- la Piguière
- Soulages
- le Gauzinès

Deux petits hameaux totalement délaissés reprennent peu à peu vie : ce sont la Vaissière et le Ricardès.
Entre les Monziols et la Baraque de la Lavagne, se trouve Longuelouve, maison seule au milieu de la forêt.

## Histoire
Saint-Georges est un pays d'avens et de dolmens. Le peuplement y est très ancien, il remonte à la Préhistoire ; les dolmens et les nombreuses grottes habitées en témoignent.
À la fin du XIXe siècle, la caverne préhistorique de « Baumes-Chaudes » dans la falaise située sous le Point-Sublime sera explorée. Là, le Dr Prunières(1829-1893) trouva près de 300 squelettes datant de l'âge du bronze, dont les fameux « type des Baumes-Chaudes ».
Sur la commune de Saint-Georges, au hameau des Monziols, s'élève une maison dite "aragonaise". C'est sans conteste la plus grande et la plus belle des fermes aragonaises que compte le causse Sauveterre, dans la région du Massegros. Le terme "d'aragonaise" reste flou : peut être est-ce dû au balcon sous forme de patio avec des arcades, rappelant le style aragonais ? Cette ferme, et tout le domaine alentour, date du début du XVIIIe siècle, et aurait été construite par l'abbé de Labarthe, issu d'une famille de notables-nobles de  Marvejols. Il est dit que c'est ici que la culture des prairies artificielles (luzerne) aurait été introduite sur le causse. La ferme aragonaise en elle-même, est tombée gravement en ruine, après le départ du dernier fermier au milieu des années 1960. Elle a été acquise par la communauté des communes du causse du Massegros au début des années 2000, qui a entrepris de restaurer ce joyau d'architecture caussenarde. À ce jour, l'ancien pigeonnier (qui s'était effondré en 1988) et toute la toiture ont été restaurés. Mais nul ne sait encore quelle sera la destination future du bâtiment ? 

## Politique et administration
| Période       | Période   | Identité          | Étiquette | Qualité                                         |
| ------------- | --------- | ----------------- | --------- | ----------------------------------------------- |
| novembre 1944 | mai 1945  | Odilon Borel      |           | nommé par le Comité départemental de Libération |
| mai 1945      | mai 1953  | Clément Fages     |           |                                                 |
| mai 1953      | mars 1959 | Gaston Malaval    |           |                                                 |
| mars 1959     | mars 1971 | René Bonnemaire   |           |                                                 |
| mars 1971     | mars 1989 | Marcel Dides      |           |                                                 |
| mars 1989     | 2008      | Georges Badaroux  |           |                                                 |
| 2008          | 2014      | Madeleine Malaval | MoDem     |                                                 |
| 2014          | en cours  | Daniel Jaunault   | DVD       |                                                 |

## Démographie
L'évolution du nombre d'habitants est connue à travers les recensements de la population effectués dans la commune depuis 1793. À partir du 1er janvier 2009, les populations légales des communes sont publiées annuellement dans le cadre d'un recensement qui repose désormais sur une collecte d'information annuelle, concernant successivement tous les territoires communaux au cours d'une période de cinq ans. 
Pour les communes de moins de 10 000 habitants, une enquête de recensement portant sur toute la population est réalisée tous les cinq ans, les populations légales des années intermédiaires étant quant à elles estimées par interpolation ou extrapolation. Pour la commune, le premier recensement exhaustif entrant dans le cadre du nouveau dispositif a été réalisé en 2006,.
En 2014, la commune comptait 256 habitants, en évolution de −1,16 % par rapport à 2009 (Lozère : −1,04 %, France hors Mayotte : +2,49 %).
| 1793 | 1800 | 1806 | 1821 | 1831 | 1836 | 1841 | 1846 | 1851 |
| ---- | ---- | ---- | ---- | ---- | ---- | ---- | ---- | ---- |
| 686  | 925  | 765  | 690  | 675  | 735  | 670  | 640  | 616  |

| 1856 | 1861 | 1866 | 1872 | 1876 | 1881 | 1886 | 1891 | 1896 |
| ---- | ---- | ---- | ---- | ---- | ---- | ---- | ---- | ---- |
| 647  | 660  | 649  | 672  | 728  | 717  | 712  | 706  | 677  |

| 1901 | 1906 | 1911 | 1921 | 1926 | 1931 | 1936 | 1946 | 1954 |
| ---- | ---- | ---- | ---- | ---- | ---- | ---- | ---- | ---- |
| 687  | 674  | 599  | 473  | 436  | 442  | 415  | 376  | 353  |

| 1962 | 1968 | 1975 | 1982 | 1990 | 1999 | 2006 | 2011 | 2014 |
| ---- | ---- | ---- | ---- | ---- | ---- | ---- | ---- | ---- |
| 317  | 310  | 272  | 278  | 241  | 243  | 255  | 259  | 256  |

## Économie
Saint-Georges-de-Lévéjac est agricole avant tout. Mais ces vingt dernières années ont vu les activités liées au tourisme se développer. L'artisanat est également présent.

## Culture locale et patrimoine

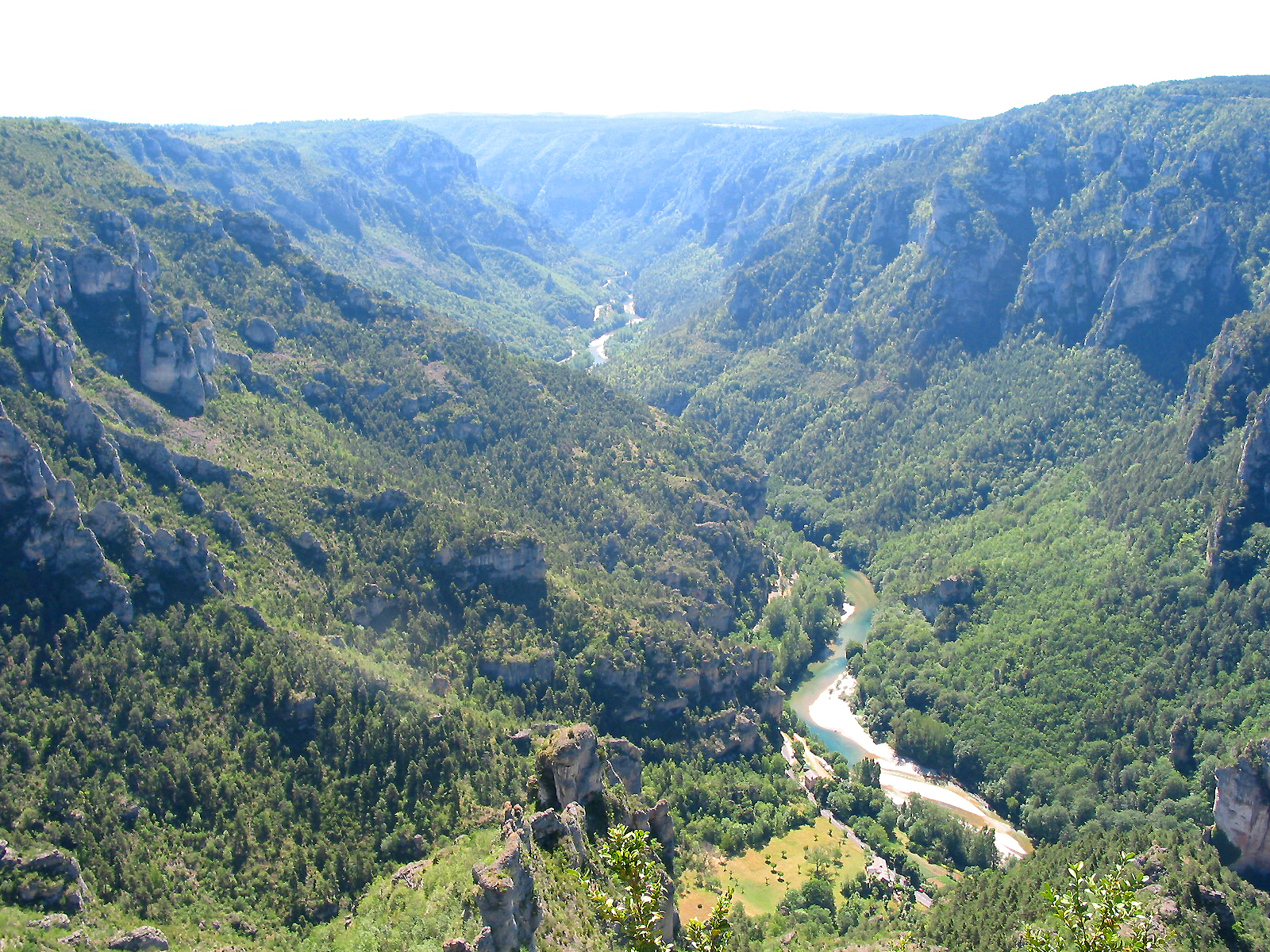
Les gorges du Tarn.

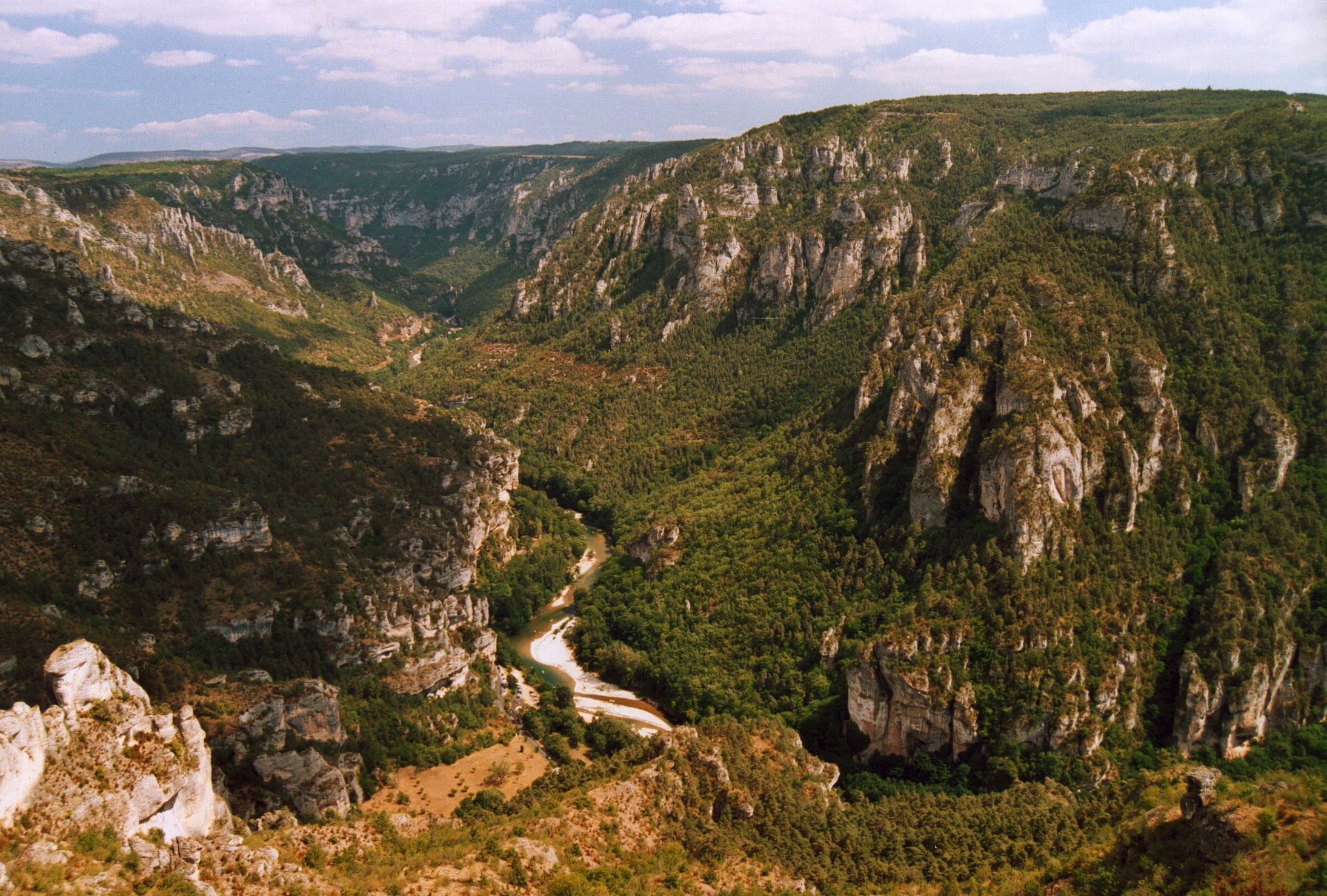
Le Point-Sublime.

### Lieux et monuments
- Point Sublime, point de vue sur les Gorges du Tarn.
- Église paroissiale Saint-Georges
- Église du Sacré-Cœur du hameau de La Piguière (entièrement restaurée depuis 2014)

### Héraldique
| Saint-Georges-de-Lévéjac | L'héraldique de Saint-Georges-de-Lévéjac a été créé en octobre 2001 par décision de la mairie. Son blasonnement est : d'argent à un pal de gueules chargé d'un dragon d'or et accoté de deux serpents affrontés de gueules, mis en pal |